# キーファー・サザーランド
キーファー・ウィリアム・フレデリック・デンプシー・ジョージ・ルーファス・サザーランド（Kiefer William Frederick Dempsey George Rufus Sutherland, 1966年12月21日 - ）は、カナダの俳優・映画監督・歌手。

## 人物
フォックスのドラマシリーズ『24 -TWENTY FOUR-』（2001-2010年・2014年）のジャック・バウアー役で知られ、エミー賞・ゴールデングローブ賞と全米映画俳優組合賞・サテライト賞をそれぞれ2回受賞している。ハリウッド・ウォーク・オブ・フェームとカナダ・ウォーク・オブ・フェイムに登録されている。

## プロフィール

### 生い立ち
父は俳優のドナルド・サザーランド、母は女優のシャーリー・ダグラス（ともにカナダ国籍）。俳優のロッシフ・サザーランドは異母弟。母方の祖父はカナダのサスカチュワン州首相を務めたトミー・ダグラス。両親が働いていたロンドンで生まれ、7分後に生まれた双子の妹がいる。
キーファーの名はアメリカ生まれの作家、監督ウォーレン・キーファーにちなんで名付けられた。ウォーレン・キーファーはロレンツォ・サバティーニ
 と名乗り、ドナルド・サザーランドの初出演映画であるイタリアの低予算ホラー映画『生ける屍の城』（Il castello dei morti vivi）で監督を務めた。
一時期、カリフォルニア州コロナ市に住んでいたが、1970年の両親の離婚後、母とともにカナダのトロントへ移住し、カトリック系学校に通った。Crescent Town Elementary Schoolに通い、その後St. Clair Junior High East York、John G. Althouse Middle Schoolに通った。 
高校はSt. Andrew's College、Martingrove Collegiate Institute、Harbord Collegiate Institute、Silverthorn Collegiate Institute, Malvern Collegiate Institute、Annex Village Campusなどを転々とした。 
その後、London(Ontario）のRegina Mundi Catholic Collegeに通い、 Sir Frederick Banting Secondary Schoolで週末に演技レッスンを受けた。

### 俳優として
子役としてテレビなどに出演し1983年、本格的に映画デビュー。1986年に公開された『スタンド・バイ・ミー』の不良グループのリーダー「エース・メリル役」で一躍有名となるも、その後は役に恵まれない時期が続いた。『ダークシティ』ダニエル・P・シュレーバー博士役（1998年）では、「出演依頼は父への間違いだと思った」とコメンタリーで語っている。

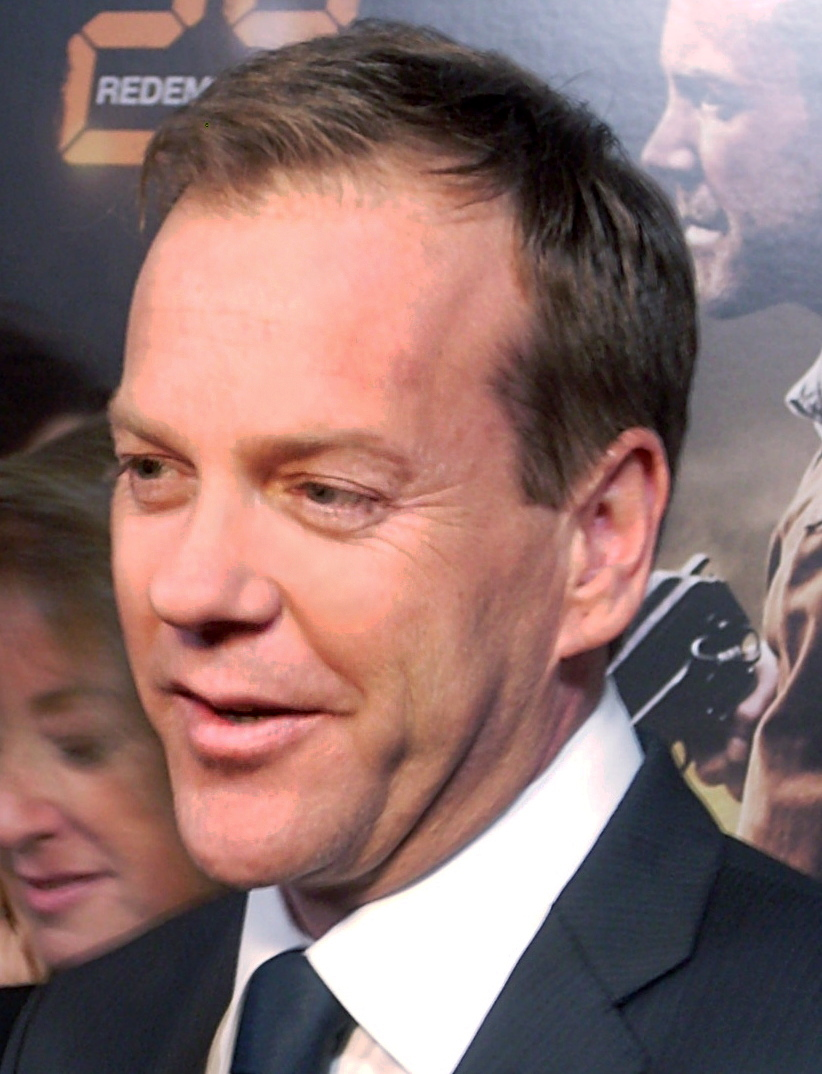
2008年

その後、2001年から放映開始した『24 -TWENTY FOUR-』の主人公ジャック・バウアー役が大ヒットし、2006年度エミー賞ドラマ部門で主演男優賞を受賞。『24』に出演中の2001年以降は、テレビ・シーズンの撮影がオフになる春から初夏にかけて映画撮影のスケジュールを組むことにより、ほぼ毎年1本のペースで映画出演も続けた。
俳優として作品へ出演するだけでなく、近年では製作および監督も手がけており、2010年時点ではロサンゼルス在住。また、モンタナ州に牧場を所有している。2012年に放送が始まった『TOUCH/タッチ』では、主演だけでなく製作総指揮にも名を連ねている。
2005年11月24日に初来日している。

## 私生活
これまで2度結婚し離婚している。最初の妻はロックバンド シカゴのギタリストで事故死したテリー・キャスの未亡人、キャメリア・キャスで、女児（サラ・ジュード）をもうける。1996年に2番目の妻である、エリザベス・ケリー・ウィンと結婚したが1999年より別居し、2009年に離婚が成立した。義理の娘（キャスの連れ子）もおり、2005年の二月には義理の孫が産まれた。
『24 -TWENTY FOUR-』で自身の娘サラ（現在は女優として活動している）をADとして起用するも態度が悪く、父親であるサザーランド自身が解雇した。
『フラットライナーズ』で共演したジュリア・ロバーツとも婚約していたが、挙式の3日前（1991年）に破局した。

## エピソード
ギター収集家
アメリカの楽器メーカー・ギブソン社のエレキギターの熱心なコレクターであり、自宅に多数のオールドギターを所有。ギブソン社のギター博物館を訪れた際、尊敬するギタリストはレッド・ツェッペリンのジミー・ペイジとAC/DCのアンガス・ヤングだと答える。この時ペイジを意識してレスポールを低く構えおどけた表情で写っている。
賭けに負けて女装
2010年。アメリカンフットボールの試合で友人と賭け「ニューイングランドが負けたら、女装でテレビ番組に出るよ」と言ったところ本当にニューイングランドが敗北。その約束通り、自分で店にドレスを買いに行って試着し、そのドレスを着て深夜トーク番組『レイト・ショー・ウィズ・デイヴィッド・レターマン』に出演した。
投資詐欺の被害
2010年1月27日、牛の投資詐欺に遭った。投資額は86万9000ドルで、「メキシコで購入した畜牛を、アメリカに輸入し売却すると高い利益を得ることができる」と架空のビジネス・システムを吹き込み、投資家から莫大な資金を集めていたが、犯人は重窃盗罪、文書偽造、詐取、横領などの罪で逮捕された。
90年代後半、俳優業を休業してロデオ選手として全米大会などに出場していたキーファーは、モンタナに900エーカーの牧場を所有しており、馬だけでなく牛なども飼っている。そのため、今回の架空投資をファイナンシャル・アドバイザーから紹介された際にも、迷うことなく購入してしまったと見られている。
有名俳優との同居
俳優のロバート・ダウニー・Jr（『1969』（1988年）で共演）や女優のサラ・ジェシカ・パーカーらとルームメイトだった事がある。『ジミー・キンメル・ライブ!』においてサザーランドが、「1980年代にロサンゼルスで3年間同居していた」と明かしている。また「売れっ子俳優ばかりだったので同居中一度も家賃を払わなかった」とも語っている。
共演者からの評判
24の撮影現場では横柄な態度をとることが多く、出演したフレディ・プリンゼ・ジュニア (S.8…コール・オーティス役)や、ショーレ・アグダシュルー (S.4…ディナ・アラス役)らは、サザーランドの人間性を大批判した事がある。

## 金銭
2006年4月、『24 TWENTY FOUR』の第5シーズン終了後、さらに3年間の出演契約をしたことがわかった。この3年契約は出演料だけで4000万ドルと推定され、テレビドラマでは最も高額な出演料の上位にランクインされる。
2009年8月、『24 -TWENTY FOUR-』の出演料が1話につき、33万ポンド（日本円で約5200万円）で米テレビドラマに出演している俳優の中で最も高額の出演料をもらっている俳優になることがわかった。
2009年11月、経済誌『フォーブス』が「アメリカのテレビ界で最も稼いでいる男性」のランキングを発表し、2008年6月から2009年6月までの収入が1,300万ドル（日本円で約11億7,000万円）で7位にランクインした。
2010年3月、『ニューヨーク・デイリーニュース』紙によると、太っ腹なチップを残すセレブとして過去にバーの客全員に酒を振舞い、500ドル（約4万5000円）を支払った上に200ドル（約1万8000円）のチップをスタッフに手渡したことがわかった。
2011年8月、米『テレビガイド』誌が「テレビ界の出演料」を発表し、新しいドラマのギャラを1エピソード22万5,000ドル（日本円で約1,710万円）で契約したことがわかった。
尚、サザーランドは自身だけでなく高騰するハリウッド俳優の出演料については高すぎるとの発言をしたことがある。

## 不祥事
飲酒運転
2007年9月25日、ロサンゼルス市内で飲酒運転により逮捕され、48時間拘留。『24 -TWENTY FOUR-』を放映するFOX主催のパーティーからの帰途で、保釈金約300万円を支払い釈放。以前も飲酒運転容疑で逮捕、保護観察処分中だった。2007年10月10日、司法取引に応じ禁固48日間の実刑、同年12月、判決下る。米国脚本家組合によるストライキの影響で『24 -TWENTY FOUR-』放映が無期限延期になり、刑は12月5日から2008年1月21日に執行。収監中、洗濯や掃除業務を行い模範囚として過ごす。後にテレビ番組などで自らの獄中でのエピソードを披露した。
その他、飲酒にまつわるゴシップが多く報道されている。
暴行傷害罪
2009年5月7日、パーティの席でプロエンザ・スクーラーのファッションデザイナー、ジャック・マッコローがブルック・シールズにぶつかり転倒させた事に立腹、マッコローへ頭突きして顔を切傷させ暴行傷害罪で逮捕。「ジャック・バウアー捜査官、またも逮捕される」と報じたメディアもある。
上記のことなども含め、サザーランドは、少なくとも四度の逮捕歴があることが報じられている。

## 出演作品

### 映画
| 公開年 | 邦題 原題                                                                  | 役名                           | 備考                                   | 吹き替え                                                                                 |
| ------ | -------------------------------------------------------------------------- | ------------------------------ | -------------------------------------- | ---------------------------------------------------------------------------------------- |
| 1983   | ニール・サイモンの キャッシュマン Max Dugan Returns                        | ビル                           |                                        | TBA                                                                                      |
| 1985   | キーファー・サザーランドの ベイ・ボーイ The Bay Boy                        | ドナルド・キャンベル           |                                        | 林延年                                                                                   |
| 1986   | ロンリー・ブラッド At Close Range                                          | ティム                         |                                        |                                                                                          |
| 1986   | ザ・ブラザーフッド The Brotherhood of Justice                              | ヴィクター                     | テレビ映画                             |                                                                                          |
| 1986   | スタンド・バイ・ミー Stand by Me                                           | エース・メリル                 |                                        | 古谷徹（ANA機内上映版） 井上和彦（フジテレビ版） 森川智之（VHS・DVD版） 加瀬康之（BD版） |
| 1987   | ロストボーイ The Lost Boys                                                 | デイヴィッド                   |                                        | 屋良有作                                                                                 |
| 1987   | プロミスト・ランド/青春の絆 Promised Land                                  | ダニー・リヴァース             |                                        |                                                                                          |
| 1987   | ダブルトリック/謎のアリバイを追え! The Killing Time                        | ストレンジャー                 |                                        |                                                                                          |
| 1987   | クレイジームーン/恋する予感 Crazy Moon                                     | ブルックス                     |                                        | 鳥海勝美                                                                                 |
| 1988   | 再会の街/ブライトライツ・ビッグシティ Bright Lights, Big City              | テッド                         |                                        | 大塚芳忠（TBS版） 中尾隆聖（VHS版）                                                      |
| 1988   | ヤングガン Young Guns                                                      | ドク・スカーロック             |                                        | 江原正士（フジテレビ版）                                                                 |
| 1988   | 1969                                                                       | スコット                       |                                        | 板東尚樹                                                                                 |
| 1989   | レネゲイズ Renegades                                                       | バスター・マクヘンリー         |                                        | 大塚芳忠（テレビ朝日版） 田中秀幸（VHS版）                                               |
| 1990   | フラッシュバック Flashback                                                 | ジョン                         |                                        | 田中秀幸（VHS版）                                                                        |
| 1990   | ハマースミスの6日間 Chicago Joe and the Showgirl                           | カール                         | 別題『危険な遊戯/ハマースミスの6日間』 | 小山力也                                                                                 |
| 1990   | ヤングガン2 Young Guns II                                                  | ドク・スカーロック             |                                        | 江原正士（フジテレビ版） 田中秀幸（VHS版）                                               |
| 1990   | フラットライナーズ Flatliners                                              | ネルソン                       |                                        | 土師孝也（日本テレビ版） 菅生隆之（ソフト版）                                            |
| 1992   | ドク・ソルジャー/白い戦場 Article 99                                       | ピーター・モーガン             |                                        | 堀内賢雄                                                                                 |
| 1992   | ツイン・ピークス/ローラ・パーマー最期の7日間 Twin Peaks: Fire Walk with Me | サム・スタンリー               |                                        | 伊藤和晃 （ソフト版） 牛山茂（テレビ東京版）                                             |
| 1992   | ア・フュー・グッドメン A Few Good Men                                      | ジョナサン・ケンドリック       |                                        | 金尾哲夫                                                                                 |
| 1993   | 失踪 The Vanishing                                                         | ジェフ・ハリマン               | 別題『失踪 妄想は究極の凶器』          | 堀内賢雄                                                                                 |
| 1993   | 要塞監獄 プリズナー107 Last Light                                          | デンヴァー・ベイリス           | テレビ映画 兼監督                      | 小山力也                                                                                 |
| 1993   | 三銃士 The Three Musketeers                                                | アトス                         |                                        | 大塚芳忠（テレビ朝日版） 堀内賢雄（ソフト版）                                            |
| 1994   | カウボーイ・ウェイ/荒野のヒーローN.Y.へ行く Cowboy Way                     | ソニー                         |                                        | 大塚明夫                                                                                 |
| 1996   | ヒッチャー95 Hourglass                                                     |                                | クレジットなし                         | 古澤徹                                                                                   |
| 1996   | 連鎖犯罪/逃げられない女 Freeway                                            | ボブ                           |                                        | 大塚明夫（旧ソフト版） 小山力也（新ソフト版）                                            |
| 1996   | レイジング・ブレット 復讐の銃弾 Eye for an Eye                             | ロバート                       |                                        | 石井康嗣（ソフト版） 大塚芳忠（テレビ東京版）                                            |
| 1996   | 評決のとき A Time to Kill                                                  | フレディー・リー・コブ         |                                        | 大滝進矢（フジテレビ版） 牛山茂（ソフト版）                                              |
| 1996   | フランキー・ザ・フライ The Last Days of Frankie the Fly                    | ジョーイ                       |                                        | 牛山茂                                                                                   |
| 1997   | 気まぐれな狂気 Truth or Consequences, N.M.                                 | カーティス                     | 兼監督                                 | 山路和弘                                                                                 |
| 1997   | アミテージ・ザ・サード POLY-MATRIX Armitage III: Poly Matrix               | ロス・シリバス                 | 声の出演                               |                                                                                          |
| 1998   | ダークシティ Dark City                                                     | ダニエル・P・シュレーバー博士  |                                        | 大塚芳忠                                                                                 |
| 1998   | グリーンズ A Soldier's Sweetheart                                          | ラット                         |                                        |                                                                                          |
| 1998   | 赤い標的 Break Up                                                          | ジョン・ボックス               |                                        | 大塚芳忠                                                                                 |
| 1998   | 乱気流/グランド・コントロール Ground Control                               | ジャック・ハリス               |                                        | 大塚芳忠（VHS・旧DVD版） 小山力也（新DVD版）                                             |
| 2000   | 美しき家政婦 ウーマン・ウォンテッド Woman Wanted                           | ウェンデル・ゴダード           | 兼監督                                 | 寺杣昌紀                                                                                 |
| 2000   | バロウズの妻 Beat                                                          | ウィリアム・S・バロウズ        |                                        | 菅生隆之                                                                                 |
| 2000   | 霊視 After Alice                                                           | ミッキー・ハイデン             |                                        | 山野井仁                                                                                 |
| 2000   | ヴァージン・ハンド Picking Up the Pieces                                   | ボボ                           |                                        | 山野井仁                                                                                 |
| 2000   | ダブル・テンプテーション The Right Temptation                              | マイケル・ファロー＝スミス     |                                        |                                                                                          |
| 2001   | エンド・オブ・オール・ウォーズ To End All Wars                             | ジム・リアドン（通称ヤンカー） |                                        | 荒川太朗                                                                                 |
| 2002   | キーファー・サザーランド IN ガンブラスト Desert Saints                     | アーサー・バンクス             |                                        | 小山力也                                                                                 |
| 2002   | ワイルド・スタリオン Dead Heat                                             | パリー                         |                                        | 小山力也                                                                                 |
| 2002   | フォーン・ブース Phone Booth                                               | 電話の主                       |                                        | 大塚明夫                                                                                 |
| 2003   | ビハインド・ザ・レッド・ドア Behind the Red Door                           | ロイ                           |                                        | 小山力也                                                                                 |
| 2003   | シークレット・パラダイス Paradise Found                                    | ポール・ゴーギャン             |                                        | 小山力也                                                                                 |
| 2004   | テイキング・ライブス Taking Lives                                          | ハート                         |                                        | 小山力也（テレビ朝日版） 清水明彦（ソフト版）                                            |
| 2005   | ファイナル・ソルジャー River Queen                                         | ドイル                         |                                        | 小山力也                                                                                 |
| 2006   | ライアンを探せ! The Wild                                                   | サムソン                       | 声の出演                               | 平田広明                                                                                 |
| 2006   | ザ・センチネル/陰謀の星条旗 The Sentinel                                   | デイビッド・ブレキンリッジ     |                                        | 小山力也                                                                                 |
| 2008   | ミラーズ Mirrors                                                           | ベン・カーソン                 |                                        | 小山力也                                                                                 |
| 2008   | 24 リデンプション 24: Redemption                                           | ジャック・バウアー             | テレビ映画                             | 小山力也                                                                                 |
| 2009   | モンスターVSエイリアン Monsters vs Aliens                                  | W・R・モンガー                 | 声の出演                               | 山路和弘                                                                                 |
| 2010   | トゥエルヴ Twelve                                                          | ナレーター                     |                                        | N/A                                                                                      |
| 2010   | サーフィン ドッグ Marmaduke                                                | ボスコ                         | 声の出演                               | 石住昭彦                                                                                 |
| 2011   | メランコリア Melancholia                                                   | ジョン                         |                                        | てらそままさき                                                                           |
| 2013   | ミッシング・ポイント The Reluctant Fundamentalist                          | ジム・クロス                   |                                        | 小山力也                                                                                 |
| 2014   | ポンペイ Pompeii                                                           | コルヴス元老院議員             |                                        | 小山力也                                                                                 |
| 2015   | ワイルドガン Forsaken                                                      | ジョン・ヘンリー・クレイトン   |                                        | 小山力也                                                                                 |
| 2016   | ズーランダー NO.2 Zoolander 2                                              | 本人役                         |                                        | 小山力也                                                                                 |
| 2017   | Where Is Kyra?                                                             | Doug                           |                                        | N/A                                                                                      |
| 2017   | フラットライナーズ Flatliners                                              | バリー・ウルフソン博士         |                                        | 菅生隆之                                                                                 |
| 2022   | ザ・コントラクター The Contractor                                          | ラスティ                       |                                        | 藤井隼                                                                                   |
| 2023   | ゼイ・クローン・タイローン/俺たちクローン They Cloned Tyrone               | ニクソン                       |                                        | 小山力也                                                                                 |
| 2023   | The Caine Mutiny Court-Martial                                             | フィリップ・クイーグ少佐       |                                        |                                                                                          |
| 2024   | 陪審員2番 Juror No. 2                                                      |                                |                                        |                                                                                          |
| TBA    | Stone Cold Fox                                                             |                                | プリプロダクション                     |                                                                                          |

### テレビシリーズ
| 放映年    | 邦題 原題                                              | 役名                             | 備考                                                        | 吹き替え                                                                     |
| --------- | ------------------------------------------------------ | -------------------------------- | ----------------------------------------------------------- | ---------------------------------------------------------------------------- |
| 1985      | 世にも不思議なアメージング・ストーリー Amazing Stories | スタティック                     | エピソード「最後のミッション」 The Mission                  | 井上和彦                                                                     |
| 1999      | L.A.コンフィデンシャル L.A. Confidential               | ジャック・ヴィンセンス           | パイロット版のみ製作                                        |                                                                              |
| 2001-2010 | 24 -TWENTY FOUR- 24                                    | ジャック・バウアー               | 195エピソードに出演 主演・プロデューサーも兼任              | 小山力也                                                                     |
| 2011      | The Confession -コンフェッション- The Confession       | 告解者                           | 10エピソードに出演 主演・プロデューサーも兼任               | 小山力也                                                                     |
| 2012-2013 | TOUCH/タッチ Touch                                     | マーティン・ボーム               | 26エピソードに出演 主演・プロデューサーも兼任               | 小山力也                                                                     |
| 2014      | 24:リブ・アナザー・デイ 24: Live Another Day           | ジャック・バウアー               | ミニシリーズ、12エピソードに出演 主演・プロデューサーも兼任 | 小山力也                                                                     |
| 2016-2017 | 24:レガシー 24: Legacy                                 | N/A                              | プロデューサー                                              | N/A                                                                          |
| 2016-2019 | サバイバー: 宿命の大統領 Designated Survivor           | トム・カークマン                 | 53エピソードに出演 主演・プロデューサーも兼任               | 志村知幸（シーズン1のみ配信時） 小山力也（シーズン2配信後、シーズン1も変更） |
| 2020      | The Fugitive                                           | クレイ・ブライス刑事             | 14エピソードに出演                                          | N/A                                                                          |
| 2020      | CREEPSHOW/クリープショー Creepshow                     | リチャード・パイン               | 声の出演 アニメスペシャル「サバイバー」                     |                                                                              |
| 2022      | ファーストレディ The First Lady                        | フランクリン・ルーズベルト大統領 | 8エピソードに出演                                           | 井上和彦                                                                     |
| 2023      | ラビット・ホール/指名手配のスパイ Rabbit Hole          | ジョン・ウィアー                 | 8エピソードに出演                                           | 小山力也                                                                     |

### その他
ゲーム
- PS2用ソフト『24: The Game 』（2006年）：声の出演（主人公ジャック役）
- 『コール オブ デューティ ワールド・アット・ウォー』 (Call of Duty: World at War) （2008年）：声の出演（アメリカ海兵隊ローバック軍曹役）
- 『メタルギアソリッドV』 (METAL GEAR SOLID V: THE PHANTOM PAIN) （2015年）：声の出演、フェイシャルキャプチャー（スネーク役）

## 日本語吹き替え
当初は大塚芳忠、大塚明夫などが務めていたが『24 -TWENTY FOUR-』のジャック・バウアー役で小山力也が起用されたことを機に、現在は大半の作品を小山が担当している。また、小山は2010年末に『24 -TWENTY FOUR-』ファイナルシーズンのキャンペーン及びファン感謝祭にてキーファー本人と対面している。